# Bistum Caxias do Maranhão
Das Bistum Caxias do Maranhão (lateinisch Dioecesis Caxiensis in Maragnano) ist eine in Brasilien gelegene römisch-katholische Diözese mit Sitz in Caxias im Bundesstaat Maranhão.

## Geschichte
Das Bistum Caxias do Maranhão wurde am 22. Juli 1939 durch Papst Pius XII. mit der Apostolischen Konstitution Si qua dioecesis nimia aus Gebietsabtretungen des Erzbistums São Luís do Maranhão errichtet und diesem als Suffraganbistum unterstellt. Am 19. Juli 1941 wurde Luís Gonzaga da Cunha Marelim zum ersten Bischof des neuen Bistums ernannt. Am 20. Dezember 1954 gab das Bistum Caxias do Maranhão Teile seines Territoriums zur Gründung der Territorialprälatur Santo Antônio de Balsas ab.

## Bischöfe von Caxias do Maranhão
- Luís Gonzaga da Cunha Marelim CM, 1941–1981
- Jorge Tobias de Freitas, 1981–1986, dann Bischof von Nazaré
- Luís d’Andrea OFMConv, 1987–2010
- Vilson Basso SCI, 2010–2017, dann Bischof von Imperatriz
- Sebastião Lima Duarte, seit 2017